# ال پیپو
ال پیپو (انگلیسی: Ale Pipo؛ زادهٔ ۱۹ اوت ۱۹۹۴) بازیکن فوتبال اهل اسپانیا است.
از باشگاه‌هایی که در آن بازی کرده‌است می‌توان به باشگاه ورزشی تنریف اشاره کرد.